# اسلام و یهودیت
در زمان محمد، به یهودیان، به عنوان «ملت صاحب کتاب»، این حق داده شد که تحت «حکومت اسلامی» زندگی کنند و مذهب خود را داشته باشند. از دوره‌ای به دوره دیگر، و از نسلی به نسل دیگر، این شرایط تغییر می‌کرد. این مقررات به یهودیان امکان می‌داد که به عنوان «اهل ذمه» زندگی کنند.

## در زمان محمد
هم‌زمان با هجرت محمد از مکّه به یثرب، سه طایفه یهود به نام‌های بنی‌قریظه، بنی‌نضیر و بنی‌قینقاع در آن شهر زندگی می‌کردند؛ با ورود محمد به شهر یثرب، بعضی از یهودیان آیین اسلام را نپذیرفتند زیرا از دیدگاه ایشان پیامبری به بنی‌اسرائیل منحصر بود. سرانجام به دلیل اقدام یهودیان علیه مسلمانان در جریان جنگ احزاب (با وجود اینکه قرارداد صلح بین مسلمانان و یهودیان منعقد شده بود و یهودیان متضمن شده بودند که با مسلمانان در صلح باشند) سه جنگ بین مسلمانان و یهودیان درگرفت و هر سه قبیله بنی‌قینقاع، بنی‌قریظه و بنی‌نضیر سرکوب شدند.
با این حال، محمد به یهودیان اجازه داد در صورت پرداخت جزیه تحت حکومت اسلامی زندگی کنند و در انجام فرایض مذهبی خود آزاد باشند.

## در زمان خلفای بعد از محمد
پس از درگذشت محمد و در زمان خلافت عمر بن خطاب، قلمرو حکومت مسلمانان گسترش یافت و بسیاری از یهودیان تحت حاکمیت مسلمین درآمدند. در دوره خلافت اسلامی، یهودیان و مسیحیان و پیروان بقیهٔ ادیان نزد مسلمین اهل ذمه و معاهد خوانده می‌شدند. ذمی‌ها به پرداخت جزیه مجبور بودند و از شهادت در محاکم، ممنوع بودند. در زمان هارون‌الرشید، ذمی‌ها مجبور بودند که جامه‌ای بپوشند که جدا از جامه مسلمانان بود، با گسترش دین جدید و برخوردهای فرهنگی ناشی از آن، کم‌کم پیروان اسلام گسترش یافت تا جاییکه دیگر کمتر نشانی از غیر مسلمانان در کشورهای تصرف شده دیده می‌شد. حاکمان اسلامی برخورد سختی را با یهودیان، مسیحیان و پیروان سایر ادیان از خود نشان دادند، بسیاری را کشتند و تجاوز کردند و در گسترش دین خود خشونت زیادی به خرج دادند، حتی حداقل آزادی دینی را از آنان سلب کردند.
اما ژیلبرت کلاپرمن و لیبی کلاپرمن نویسندگان یهودی دربارهٔ وضعیت یهودیان در ممالک اسلامی گفته‌اند: برای یهودیانی که در قلمروی حکومت اعراب می‌زیستند، دورهٔ جدیدی از آزادی شروع می‌شد، حکام مسلمان به مراتب روشنفکرتر و آزادمنش تر از رهبران مسیحی آن زمان بودند. یهودیان تحت حکومت مسلمانان در صلح و رفاه زندگی می‌کردند. برای اولین بار از سال ۵۰۰ میلادی به این طرف، یهودیان هوای تازه آرامش و آزادی را زیر سایهٔ اسلام، تنفس می‌کردند.

## اسپانیا (۷۱۱–۱۴۹۲میلادی)
در مدتی که مسلمانان شمال آفریقا، اسپانیا را در سال ۷۱۱ میلادی فتح کردند، بیشتر یهودیان از همهٔ نقاط دیگر نیز به سوی اسپانیا روی آوردند.مسلمانان با یهودیان رفتار خوبی داشته و به یهودیان اجازه دادند که به زندگی خود در اسپانیا ادامه دهند.

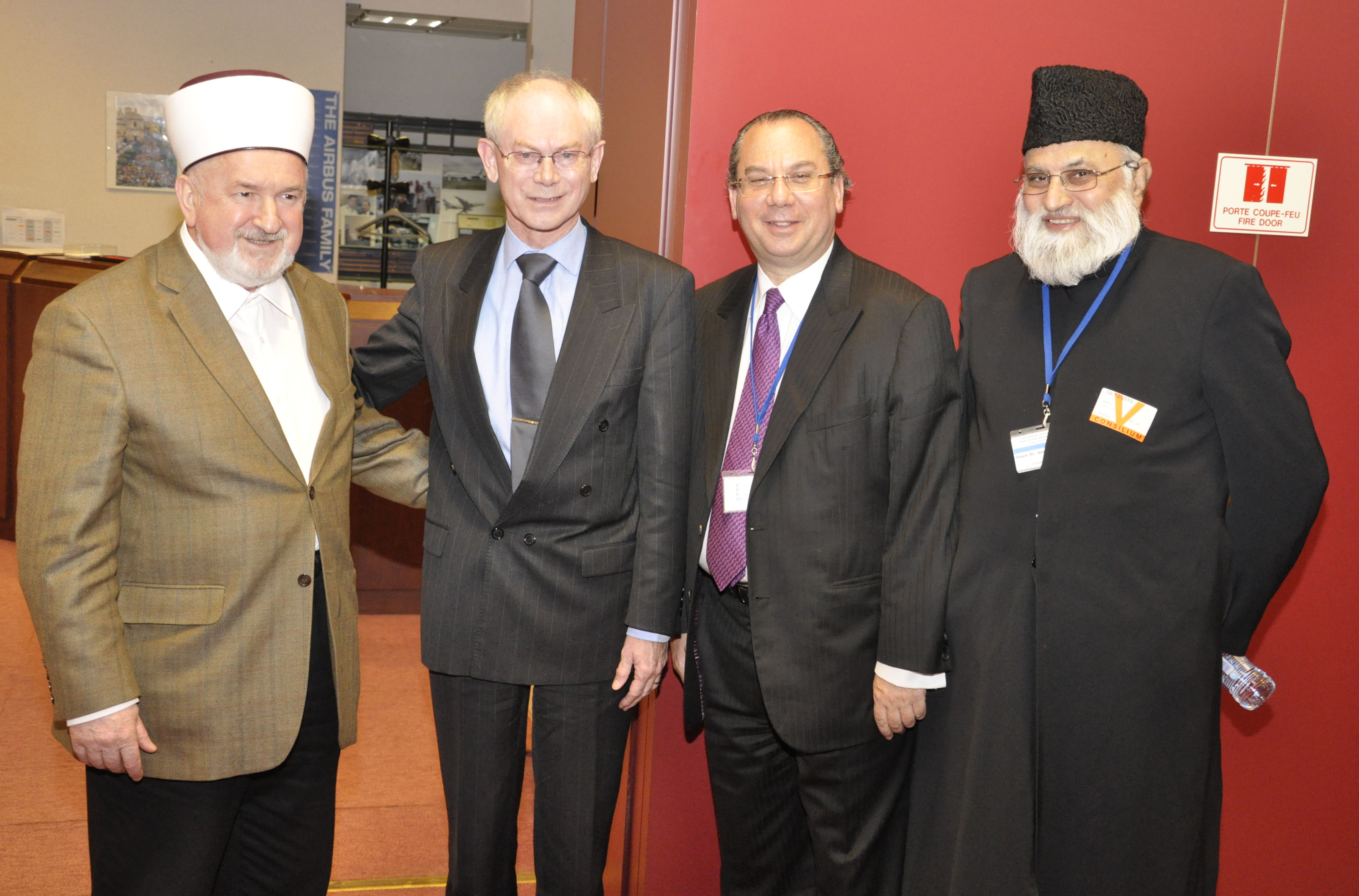

## جنگ‌های صلیبی
در زمان جنگ‌های صلیبی در دفاع از اورشلیم، یهودیان و مسلمانان با هم در برابر فرانک‌های مهاجم جنگیدند. اما ناموفق بودند و در ۱۵ ژوئیه ۱۰۹۹ م. صلیبیان وارد شهر شدند.صلیبیان، باقی‌ماندهٔ یهودیان و مسلمانان شهر را قتل‌عام نموده، مساجد را ویران کرده و شهر را غارت نمودند. لسینگ معتقد است پس از پیروزی مسلمانان صلاح الدین ایوبی با یهودیان بردارانه رفتار می‌کرد در حالی که سپاهیان مسیحی در اورشلیم یهودیان را قتل‌عام می‌کردند.
و به ادعای متون معتبر یهودیان معاصر، تمامی این عوامل موجب گسترش اسلام شد.
یکی از بزرگترین برخوردهای اسلام و یهودیت که ضلع سوم آن مسیحیان بودند در زمان صلاح الدین ایوبی سردار بزرگ مسلمانان رخ داد. این برخورد چند جانبه بر سر بازستانی اورشلیم و فلسطین صورت گرفت که سرانجام به سلطه مسلمانان منجر شد. چگونگی این واقعه در فیلم پادشاهی آسمان ساختهٔ ریدلی اسکات به تصویر کشیده شده‌است.